# Большое Жабье
Большое Жабье — деревня в Клепиковском районе Рязанской области. Входит в состав Ненашкинского сельского поселения.

## География
Находится в северной части Рязанской области на расстоянии приблизительно 16 км на север по прямой от районного центра города Спас-Клепики.

## История
На карте 1850 года уже была показана как Большая Жабья. В 1859 году здесь (тогда деревня Жабья Касимовского уезда Рязанской губернии) было учтено 14 дворов, в 1897 (уже снова Большая Жабья) — 56.

## Население
Численность населения: 151 человек (1859 год), 317 (1897), 6 в 2002 году (русские 100 %), 1 в 2010.